# Pericompsus tetraphalarus
Pericompsus tetraphalarus is een keversoort uit de familie van de loopkevers (Carabidae). De wetenschappelijke naam van de soort is voor het eerst geldig gepubliceerd in 1974 door Erwin.